# 가시나비고기
가시나비고기는 나비고기목 나비고기과의 한 종으로, 인도양과 태평양에 이르는 지역에서 수심 1~35m까지 분포한다.
몸 길이는 23cm 정도이고, 눈에 세로로 검은 줄이 있고, 몸에는 사선으로 검은 줄이 있다. 또, 몸 위쪽 뒷부분에 가시처럼 뾰족한 부분이 있다.
이 종은 원래 홍해의 무리이나, 점 무늬가 있는 종은 아종으로 C. auriga setifer라고 보기도 한다.
또 이 종은 Rabdophorus아속에 속하는데, 이는 별개의 속으로 인정할 수 있다. 이 무리는 Chaetodon vagabundus, Chaetodon decussatus 종과 매우 가까운 관계에 있다. 가시나비고기는 C. decussatus 종에 더 가까우며, C. vagabundus 종은 염기서열이 정상적으로 나오지 않아 정확하지 않다. 이 종은 한쪽은 아래로, 한쪽은 위쪽으로 나 있는 사선 무늬가 있는데, 뒷부분과는 눈에 띄게 다르다.

## 참조
1. ↑  FishBase [2008]
2. ↑  FishBase [2008]
3. ↑  Fessler & Westneat (2007), Hsu et al. (2007)